# Liubîmivka, Ivanivka
Liubîmivka (în ucraineană Любимівка) este o comună în raionul Ivanivka, regiunea Herson, Ucraina, formată numai din satul de reședință.

## Demografie
Componența lingvistică a comunei Liubîmivka
     Ucraineană (82,16%)
     Rusă (10,34%)
     Alte limbi (0,68%)
Conform recensământului din 2001, majoritatea populației comunei Liubîmivka era vorbitoare de ucraineană (82,16%), existând în minoritate și vorbitori de rusă (10,34%) și armeană (2,05%).